# Sindromul Shy-Drager
Sindromul Shy-Drager sau atrofia multisistemică(tetrapareza spastica) este o boală neurologică degenerativă determinată de degenerarea celulelor nervoase în zone specifice ale creierului. Degenerarea celulară cauzează probleme cu mișcarea, echilibrul și alte funcții autonome ale corpului, de exemplu controlul vezicii urinare. Cauza acestei boli este încă necunoscută și nu au fost identificați factorii de risc. Aproximativ 55% din cazuri apar la bărbați în jurul vârstei de 60 de ani. Se estimează că acest sindrom afectează 4,6 persoane din 100 000.

## Simptome
Sindromul Shy-Drager este caracterizat printr-o combinație din următoarele simptome care pot să fie prezente în orice asociere:
- disfuncție autonomă
- parkinsonism (rigiditate musculară/tremor și mișcare lentă)
- ataxie (slabă coordonare/ mers inconstant)

Atunci când predomină afectarea sistemului nervos autonom este folosit termenul de „sindrom Shy-Drager” deși acest termen nu mai este actual, având în vedere schimbările terminologice, care sunt explicate mai jos. Acest sindrom a fost numit după Dr. Milton Shy și Dr. Glenn Drager, care l-au identificat în 1960, dar American Autonomic Society (Societatea Americană a Sistemului Nervos Autonom) și American Academy of Neurology (Academia Americană de Neurologie) l-au redefinit ca o atrofie multisistemică cu fenomene autonome.
Poate exista, de asemenea, și o formă ce combină caracteristici ale ASM și ale demenței cu corpi Lewy.

## Prezentare inițială
Cel mai frecvent semn de ASM este apariția unui sindrom akinetic rigid (încetineală de inițiere a mișcării, asemănătoare bolii Parkinson), constatat la 62% la prima prezentare. Alte semne de debut includ problemele de echilibru (ataxia cerebeloasă) constatate la 22% din pacienți la prima prezentare, urmate de probleme genito-urinare (9%).
Pentru bărbați primul semn poate fi disfuncția erectilă (imposibilitatea de a atinge sau menține erecția). De multe ori, atât bărbații cât și femeile pot avea probleme cu vezica urinară, inclusiv urgența sau frecvența micțiunilor, golirea incompletă a vezicii urinare sau incapacitatea de a urina (retenția de urină). Aproximativ 1 din 5 pacienți cu ASM, va suferi o scădere în primul an de boală.

## Evoluția bolii
Pe măsură ce boala progresează, trei grupuri de simptome predomină:
- 1. Parkinsonismul (mișcare lentă și rigidă, scrisul devine mic păienjenos)
- 2. Disfuncție cerebrală (dificultate de a coordona mișcarea și echilibrul)
- 3. Disfuncție autonomă (afectarea funcțiilor organismului autonom):

- hipotensiune arterială ortostatică, care rezultă în amețeli și leșin stând pe picioare
- incontinență urinară sau retenție urinară;
- impotență;
- constipație;
- uscăciunea gurii și a pielii;
- probleme de reglare a temperaturii corpului, din cauza transpirației anormale;
- respirație anormală sau stridor inspirator în timpul somnului;
- alte tulburări de somn, inclusiv apneea de somn, REM tulburări de comportament, somnolență excesivă în timpul zilei.

Pot să apare și alte simptome, cum ar fi vederea dublă. Nu toți pacienții trec prin toate aceste simptome.
Numai unii pacienți (20% într-un studiu) simt insuficiență cognitivă semnificativă ca urmare a ASM-lui.

## Prognostic
Atrofia multisistemică are, de obicei, o evolutie mai rapida decât cea a bolii Parkinson. Nu este scutire de boală, durata de viață rămasă după debutul simptomelor este aproximativ 9 ani.
Aproape 80% dintre pacinți sunt cu handicap în termen de 5 ani de la debutul simptomelor motorii și doar 20% supraviețuiesc în ultimii 12 ani. Ritmul de progresie a bolii diferă de la caz la caz și viteza de declin poate varia, pe o scară largă de la pacient la pacient.

## Diagnostic
Diagnosticul atrofiei multisistemică este un chalenge diagnostic deoarece nu există nici un test care să poată confirma cu siguranță diagnosticul la un pacient înca în viata. În plus, asocierea cu alte tulburări, semne și simptome, cum ar fi la boala Parkinson, fac diagnosticul si mai dificil.
Un diagnostic definitiv poate fi făcut doar patologic, cu privire la găsirea abundentă de incluziuni gliale citoplasmatice, în sistemul nervos central.

## Tratament
Nu este descoperit nici un remediu pentru ASM, așadar tratamentul presupune tratarea simptomelor.
Gestionarea de câtre profesioniști de reabilitare (medicina de fizică și specialiști de Reabilitare) asistați de fizioterapeuți, ergoterapeuți, logopezi și alții, este esențială pentru a ajuta pacienții în probleme cu mersul pe jos, mișcare în sarcinile de zi cu zi, și probleme de vorbire. De asemenea, și asistenții sociali pot ajuta în a face față handicapului și având acces la serviciile de îngrijire a sănătății, atât pentru persoana cu ASM, precum și îngrijitorilor din familie. Este recomandat în cursul îngrijirii un neurolog specializat în "tulburările de mișcare", fiindcă simptomele complexe de ASM, de multe ori nu sunt familiare la profesioniști mai puțin specializați în îngrijirea sănătății.
O problemă deosebit de gravă este hipotensiunea ortostatică (diminuarea presiunii arteriale la pozitia în picioare), cu risc de pierdere a cunoștinței (lesin) și vătămare corporală prin cădere. De multe ori aceasta răspunde la Fludrocortisone, un mineralocorticoid sintetic. Un alt tratament comun este midodrina (un alfa-antagonist).
Tratamentele nemedicale includ tehnica "head-up tilt" (ridicarea părții superioare a patului, cu aproximativ 10 grade), tablete de sare sau creșterea în dietă a sării, aportul generos de lichide și evitarea factorilor declanșatori ai hipotensiunii arteriale (vreme caldă, alcoolul, deshidratarea).
Spitalizarea într-o structură destinată bolnavilor cronici sau îngrijirea la domniciliu pot fi foarte utile pe măsură ce incapacitatea funcțională progresează.
Levodopa (L-Dopa), un medicament folosit în tratamentul bolii Parkinson, nu reușește să îmbunătățească simptomele bolii Parkinson la majoritatea pacienților ASM.
Un studiu recent a raportat că doar 1,5% din pacienții cu ASM au prezentat o îmbunătățire de aproximativ 50% în timpul tratamentului cu levodopa, și chiar și acest lucru a fost un efect de tranziție, cu o durată mai mică de un an.
S-a sugerat că răspunsul slab la tratamentul cu L-Dopa ar putea fi un element în diagnosticul diferențial între ASM și boala Parkinson. Un alt studiu recent efectuat în Europa, nu a arătat un efect terapeutic al medicamentului riluzol în tratarea ASM și a PSP.

## Histopatologie
În prezent, confirmarea diagnosticului de ASM poate fi făcută doar post-mortem. Examinarea microscopică a țesutul cerebral al unei persoane cu ASM pune în evidență prezența de structuri citoplasmatice în celulele gliale. Prezența acestor incluziuni (cunoscute și sub numele de organite Papp-Lantos) în structuri cerebrale implicate în mișcare, echilibru și centrele de control automat al creierului sunt semne distinctive histopatologice ale ASM.
Studii recente au demonstrat că această componentă majoră filamentoasă, de incluziuni gliale și neuronale citoplasmatice este alfa-sinucleina. Mutațiile în această substanță, pot avea un rol în boală. Au fost găsite proteine TAU în unele ECI.